# Liriomyza vitrimentula
Liriomyza vitrimentula este o specie de muște din genul Liriomyza, familia Agromyzidae, descrisă de Mitsuhiro Sasakawa în anul 1994. Conform Catalogue of Life specia Liriomyza vitrimentula nu are subspecii cunoscute.